# Diodoro Sículo
Diodoro Sículo ou Diodoro da Sicília (em grego: Διόδωρος ὁ Σικελός; Agira, ca. 90 a.C. – 30 a.C.), foi um historiador grego, que viveu no século I a.C.

## Biografia

Bibliotheca historica, 1746

Diodoro nasceu em Agírio (hoje Agira), Sicília (daí o apelido "Sículo"). 
São Jerônimo diz que ele floresceu no 4.º ano da 180.ª Olimpíada (i.e. 49 a.C.). Mas as informações que temos sobre sua vida são todas indiretas, deduzidas de sua própria obra.
Sabe-se, com razoável certeza, que esteve no Egito, entre 60 a.C. e 57 a.C., aproximadamente, onde iniciou as pesquisas necessárias para suas atividades de historiador, trabalho que se prolongou durante os 30 anos seguintes. Parece que em 56 a.C. viajou para Roma e lá ficou durante muito tempo, certamente consultando os arquivos e registros disponíveis;
Diodoro produziu uma única obra, a Biblioteca Histórica (também chamado de "História Universal"), que reunia 40 livros escritos em grego comum (κοινὴ διάλεκτος), sendo que somente os livros 1-5 e 11-20 sobreviveram, praticamente na íntegra; dos outros, restam apenas alguns fragmentos. Mesmo assim, é o mais extenso relato sobre a história da Grécia e de Roma que chegou até nós, desde as origens míticas até as últimas décadas da República Romana.
Nos capítulos 19 e 20 do 5.º livro, ele menciona a viagem de uma frota de fenícios que teria saído da costa da África, perto de Dakar, e navegado pelo oceano Atlântico, no rumo do Sudoeste.
A obra de Diodoro é uma compilação frequentemente contraditória, confusa e repetitiva de fontes mais antigas. A cronologia é, via de regra, confiável, mas a narrativa contém afirmativas ingênuas e, às vezes, erros grosseiros, além da ausência de qualquer análise dos fatos. Por isso, Diodoro é geralmente apontado como um compilador competente, mas um mau historiador.[carece de fontes?]